# Ciriaco Rocci
Ciriaco Rocci (Roma, 8 agosto 1582 – Roma, 25 settembre 1651) è stato un cardinale e arcivescovo cattolico italiano.

## Biografia
Figlio di Bernardino Rocci e Clarice Arrigoni, fu membro di una nobile famiglia di origine cremonese e nipote del cardinale Pompeo Arrigoni.
Studiò lettere e nel 1606, durante il pontificato di papa Paolo V, entrò nella Curia romana come abbreviatore di parco maggiore. Nel 1620 divenne governatore di Viterbo e dal 1624 al 1628 fu vicelegato a Ferrara.
Il 29 maggio 1628 fu nominato arcivescovo titolare di Patrasso. Dal 1628 al 1630 fu nunzio pontificio in Svizzera, poi in Austria dal 1630 al 1634.
Nel concistoro del 19 novembre 1629 papa Urbano VIII lo creò cardinale in pectore. Fu pubblicato il 28 novembre 1633. Il 31 maggio 1635 tornò a Roma e il 13 agosto dello stesso anno ricevette il titolo di San Salvatore in Lauro. Dal 1637 al 1640 fu legato a Ferrara, dove, con lo pseudonimo di Minchius Maximus, sembra abbia scritto il trattatello Erotica Dottrina .
Partecipò al conclave del 1644, che elesse papa Innocenzo X.
Morì a Roma e fu sepolto nella chiesa di Santa Maria in Monserrato degli Spagnoli.

## Genealogia episcopale e successione apostolica
La genealogia episcopale è:
- Cardinale Tolomeo Gallio
- Vescovo Cesare Speciano
- Patriarca Andrés Pacheco
- Cardinale Agostino Spinola
- Cardinale Giulio Cesare Sacchetti
- Cardinale Ciriaco Rocci

La successione apostolica è:
- Vescovo Matthias Geißler (1631)
- Vescovo Pietro Bellino (1636)
- Vescovo Francesco Bianchi (1636)
- Vescovo Orazio Muscettola (1636)
- Vescovo Maurizio Rogano (1636)
- Vescovo Sallustio Bartoli (1636)
- Vescovo Pietro Paolo de Rustici, O.S.B. (1637)
- Vescovo Franz Johann von Altensumerau und Prasberg (1641)
- Vescovo Marcantonio Tomati (1641)
- Arcivescovo Giulio Cesare Barbera (1643)
- Vescovo Alessandro Salzillo (1643)
- Vescovo Bartolomeo Vannini (1643)
- Vescovo Martin Bogdan (1643)
- Vescovo Giacomo Raimondi (1644)
- Vescovo Francesco de' Notari, O.M. (1644)
- Vescovo Francesco Carducci (1644)
- Cardinale Mario Theodoli (1644)
- Cardinale Carlo Carafa della Spina, C.R. (1645)
- Vescovo Aniello Campagna (1645)
- Vescovo Flavio Galletti, O.S.B. (1646)
- Vescovo Michelangelo Brancavalerio (1648)
- Vescovo Leonardo Leria, O.Carm. (1649)